# Trayectoria solar

Diferencias estacionales en la declinación del Sol, vista desde el centro norte de la ciudad de Nueva York, Nueva York.

Trayectoria del Sol en un gráfico polar para cualquier ubicación en la latitud de Róterdam.

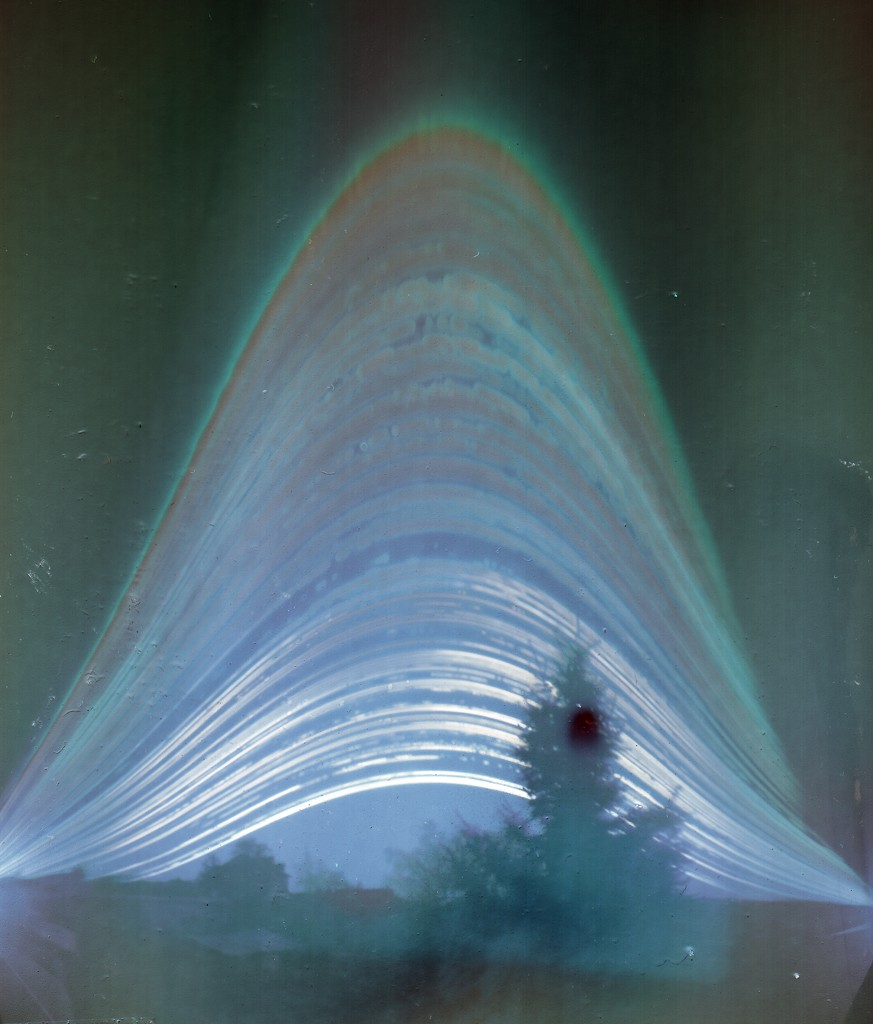
Esta solarigrafía muestra a lo largo de un año las trayectorias de movimiento diurno del Sol, visto desde Budapest en 2014.

La trayectoria solar, a veces también llamada arco diurno, se refiere a la trayectoria en forma de arco diurno y estacional que el Sol parece seguir a través del cielo mientras la Tierra rota y orbita alrededor del Sol. La trayectoria del Sol afecta la duración del día experimentado y la cantidad de luz diurna recibida a lo largo de una determinada latitud durante una estación determinada.
La posición relativa del Sol es un factor importante en la ganancia de calor de los edificios y en el rendimiento de los sistemas de energía solar. El conocimiento preciso de la trayectoria solar y las condiciones climáticas específicas de la ubicación es esencial para tomar decisiones económicas sobre el área de los colectores solares, la orientación, el paisajismo, la protección solar en verano y el uso rentable de seguidores solares.

## Ángulo
La altitud solar o elevación solar, es el ángulo de altitud o ángulo de elevación entre los rayos del Sol y un plano horizontal (horizonte). El ángulo solar cenital es el ángulo cenital del Sol, es decir, el ángulo entre los rayos del sol en dirección vertical. Al mediodía solar, el ángulo cenital está en un mínimo y es igual a la latitud menos el ángulo de declinación solar. Esta es la base por la cual los antiguos marineros navegaban por los océanos. 

## Efecto de la inclinación axial de la Tierra.
Las trayectorias del sol en cualquier latitud y en cualquier época del año se pueden determinar a partir de geometría básica. El eje de rotación de la Tierra se inclina unos 23,5 grados, en relación con el plano de la órbita de la Tierra alrededor del Sol. A medida que la Tierra orbita alrededor del Sol, esto crea una diferencia de declinación de 47° entre las trayectorias del solsticio, así como la diferencia específica del hemisferio entre verano e invierno.
En el hemisferio norte, el sol de invierno (noviembre, diciembre, enero) sale por el sureste, transita el meridiano celeste en un ángulo bajo en el sur (más de 43° sobre el horizonte sur en los trópicos) y luego se pone en el suroeste. Está en el lado sur (ecuador) de la casa durante todo el día. Una ventana vertical orientada al sur (lado del ecuador) es eficaz para captar la energía solar térmica. A modo de comparación, el sol de invierno en el hemisferio sur (mayo, junio, julio) sale por el noreste, alcanza su punto máximo en un ángulo bajo en el norte (más de la mitad del horizonte en los trópicos) y luego se pone en el noroeste. Allí, la ventana orientada al norte dejaría entrar abundante energía solar térmica a la casa.
En el hemisferio norte, en verano (mayo, junio, julio), el sol sale por el noreste, alcanza su punto máximo ligeramente al sur del punto superior (más bajo en el sur en latitudes más altas) y luego se pone en el noroeste, mientras que en el hemisferio sur. en verano (noviembre, diciembre, enero), el sol sale por el sureste, alcanza su punto máximo ligeramente al norte del punto superior (más bajo en el norte en latitudes más altas) y luego se pone en el suroeste. Se puede diseñar fácilmente un saliente simple del lado del ecuador, dependiente de la latitud, para impedir que el 100% de la ganancia solar directa entre por las ventanas verticales orientadas al ecuador en los días más calurosos del año. Se pueden usar pantallas de sombra exteriores enrollables, colchas interiores translúcidas u opacas para ventanas, cortinas, contraventanas, enrejados móviles, etc. para controlar la transferencia de calor y sol por hora, día o temporada (sin ningún aire acondicionado eléctrico activo).
En todas partes del mundo durante los equinoccios (20/21 de marzo y 22/23 de septiembre), excepto en los polos, el sol sale por el este y se pone por el oeste. En el hemisferio norte, el sol del equinoccio alcanza su punto máximo en la mitad sur (aproximadamente a la mitad del horizonte en latitud media) del cielo, mientras que en el hemisferio sur, ese sol alcanza su punto máximo en la mitad norte del cielo. Cuando mira hacia el ecuador, el sol parece moverse de izquierda a derecha en el hemisferio norte y de derecha a izquierda en el hemisferio sur.
Las diferencias en la trayectoria solar específicas de latitud (y hemisferio) son fundamentales para un diseño eficaz de edificios solares pasivos. Son datos esenciales para un diseño estacional óptimo de ventanas y voladizos. Los diseñadores solares deben conocer los ángulos precisos de la trayectoria solar para cada ubicación para la que diseñan y cómo se comparan con los requisitos estacionales de calefacción y refrigeración del lugar.
En los EE. UU., los números precisos de la trayectoria solar estacional de altitud y azimut específicos de la ubicación están disponibles en la Oficina Nacional de Administración Oceánica y Atmosférica: el "lado del ecuador" de un edificio está al sur en el hemisferio norte y al norte en el hemisferio sur, donde ocurre el pico del solsticio de verano. La altitud solar ocurre el 21 de diciembre.

### Sombra de un palo vertical al mediodía solar
En el ecuador, el Sol del mediodía estará recto sobre la cabeza y, por lo tanto, un palo vertical no proyectará sombra en los equinoccios. En el Trópico de Cáncer (alrededor de 23,4°N), un palo vertical no proyectará sombra en el solsticio de junio (verano del hemisferio norte), y el resto del año su sombra al mediodía apuntará hacia el polo Norte. En el Trópico de Capricornio (alrededor de 23,4°S), un palo vertical no proyectará sombra en el solsticio de diciembre (verano del hemisferio sur), y el resto del año su sombra del mediodía apuntará hacia el polo Sur. Al norte del Trópico de Cáncer, la sombra del mediodía siempre apuntará al norte, y al sur del Trópico de Capricornio, la sombra del mediodía siempre apuntará al sur.

### Duración de la luz del día
Dentro de los círculos polares (al norte del círculo polar ártico y al sur del círculo antártico), cada año se experimentará al menos un día en el que el Sol permanecerá bajo el horizonte durante 24 horas (en el solsticio de invierno), y al menos un día en el que el Sol permanecerá bajo el horizonte durante 24 horas (en el solsticio de invierno). El sol permanece sobre el horizonte durante 24 horas (en el solsticio de verano).
En las latitudes medias, la duración del día, así como la altitud solar y el acimut, varían de un día a otro y de una estación a otra. La diferencia entre la duración de un largo día de verano y de un corto día de invierno aumenta a medida que nos alejamos del ecuador.

## Visualización 1
Las siguientes imágenes muestran las siguientes perspectivas desde la Tierra, marcando las posiciones horarias del Sol en ambos días de solsticio. Cuando están conectados, los soles forman dos arcos diurnos, los caminos que el Sol parece seguir en la esfera celeste en su movimiento diurno. El arco más largo es siempre el camino de pleno verano, mientras que el arco más corto es siempre el camino de pleno invierno. Los dos arcos están separados por 46,88° (2 × 23,44°), lo que indica la diferencia de declinación entre los soles del solsticio.
Además, algunos soles "fantasmas" son visibles debajo del horizonte, hasta 18° hacia abajo, durante el cual se produce el crepúsculo . Las imágenes se pueden utilizar tanto para el hemisferio norte como para el hemisferio sur de la Tierra. Un observador teórico debería estar cerca del árbol en una pequeña isla en medio del mar. Las flechas verdes representan los puntos cardinales.
- En el hemisferio norte, el norte está a la izquierda. El Sol sale por el este (flecha lejana), culmina por el sur (hacia la derecha) mientras se mueve hacia la derecha y se pone por el oeste (flecha cercana). Tanto las posiciones de salida como de puesta se desplazan hacia el norte en pleno verano y hacia el sur en pleno invierno.
- En el hemisferio sur, el sur está a la izquierda. El Sol sale por el este (flecha cercana), culmina por el norte (a la derecha) mientras se mueve hacia la izquierda y se pone por el oeste (flecha lejana). Tanto las posiciones de salida como de puesta se desplazan hacia el sur en pleno verano y hacia el norte en pleno invierno.

Se representan los siguientes casos:
- En la línea abstracta del ecuador (latitud 0°), la altitud máxima del Sol es grande durante todo el año, pero no forma un ángulo recto perfecto con el suelo todos los días al mediodía. De hecho ocurre dos días al año, durante los equinoccios. Los solsticios son las fechas en las que el Sol se aleja más del cenit pero también en esos casos se encuentra alto en el cielo, alcanzando una altitud de 66,56° ya sea al norte o al sur. Todos los días del año, incluidos los solsticios, tienen la misma duración de 12 horas.
- Arcos del día del solsticio vistos desde una latitud de 20°. El Sol culmina a 46,56° de altitud en invierno y 93,44° de altitud en verano. En este caso un ángulo superior a 90° significa que la culminación se produce a una altitud de 86,56° en el sentido cardinal opuesto. Por ejemplo, en el hemisferio sur, el Sol permanece en el norte durante el invierno, pero puede alcanzar el cenit hacia el sur en pleno verano. Los días de verano son más largos que los de invierno, pero la diferencia no supera las dos horas y media aproximadamente. La trayectoria diaria del Sol es pronunciada en el horizonte durante todo el año, lo que provoca un crepúsculo de sólo una hora y 20 minutos por la mañana y por la tarde.
- Arcos del día del solsticio vistos desde una latitud de 50°. Durante el solsticio de invierno, el Sol no sale más de 16,56° sobre el horizonte al mediodía, pero 63,44° en el solsticio de verano sobre la misma dirección del horizonte. La diferencia en la duración del día entre verano e invierno, desde aquí hacia el norte, comienza a ser sorprendente: desde poco más de 8 horas en el solsticio de invierno hasta más de 16 horas durante el solsticio de verano. Lo mismo ocurre con la diferencia en la dirección del amanecer y el atardecer. En esta latitud, a medianoche (alrededor de la 1 de la madrugada, hora legal de verano), el sol de verano está a 16,56° por debajo del horizonte, lo que significa que el crepúsculo astronómico continúa durante toda la noche. Este fenómeno se conoce como las noches grises, noches en las que no oscurece lo suficiente como para que los astrónomos puedan realizar sus observaciones del cielo profundo. Por encima de los 60° de latitud, el Sol estaría aún más cerca del horizonte, a sólo 6,56° de él. Luego el crepúsculo civil continúa casi toda la noche, sólo un poco de crepúsculo náutico alrededor de la medianoche local. Por encima de los 66,56° de latitud, no hay ninguna puesta de sol, un fenómeno conocido como sol de medianoche .
- Arcos del día del solsticio vistos desde una latitud de 70°. Al mediodía local, el Sol de invierno culmina a -3,44° y el Sol de verano a 43,44°. Dicho de otra manera, durante el invierno el Sol no sale por el horizonte, es la noche polar . Sin embargo, todavía habrá un fuerte crepúsculo. A la medianoche local el sol de verano culmina a 3,44°. Dicho de otra manera, no se fija; es el día polar.
- Arcos del día del solsticio vistos desde cualquier polo (90° de latitud). En el momento de los solsticios de verano o de invierno, el Sol está a 23,44° grados por encima o por debajo del horizonte, respectivamente, independientemente de la hora del día. Mientras el Sol está arriba (durante los meses de verano), girará alrededor de todo el cielo (en el sentido de las agujas del reloj desde el Polo Norte y en el sentido contrario a las agujas del reloj desde el Polo Sur ), pareciendo permanecer en el mismo ángulo desde el horizonte, de ahí el concepto de día o La noche no tiene sentido. El ángulo de elevación cambiará gradualmente en un ciclo anual, con el Sol alcanzando su punto más alto en el solsticio de verano y saliendo o poniéndose en el equinoccio, con períodos prolongados de crepúsculo que durarán varios días después del equinoccio de otoño y antes del equinoccio de primavera.

Arcos del día del solsticio vistos desde latitudes seleccionadas

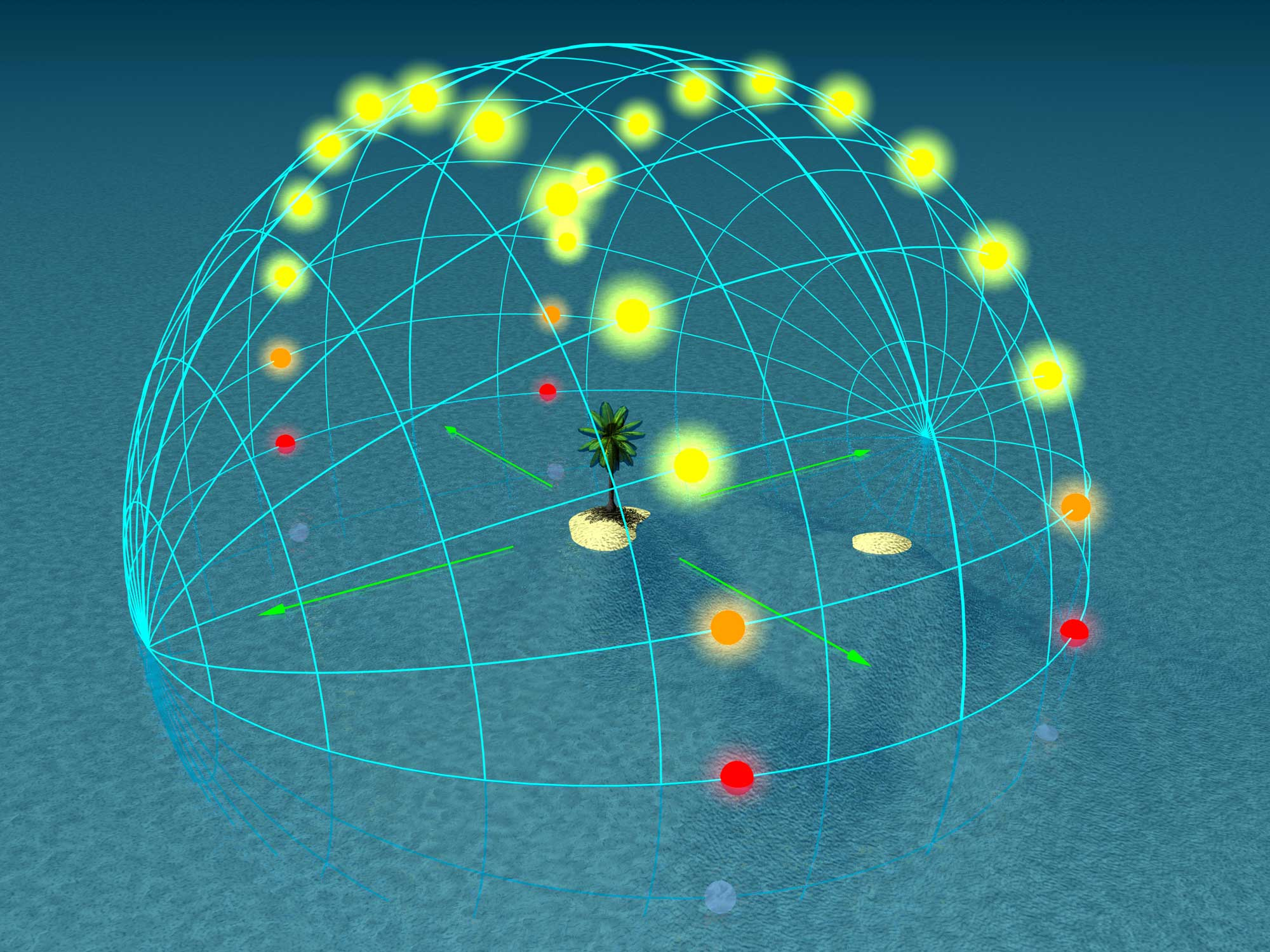
0° de latitud (en elecuador)
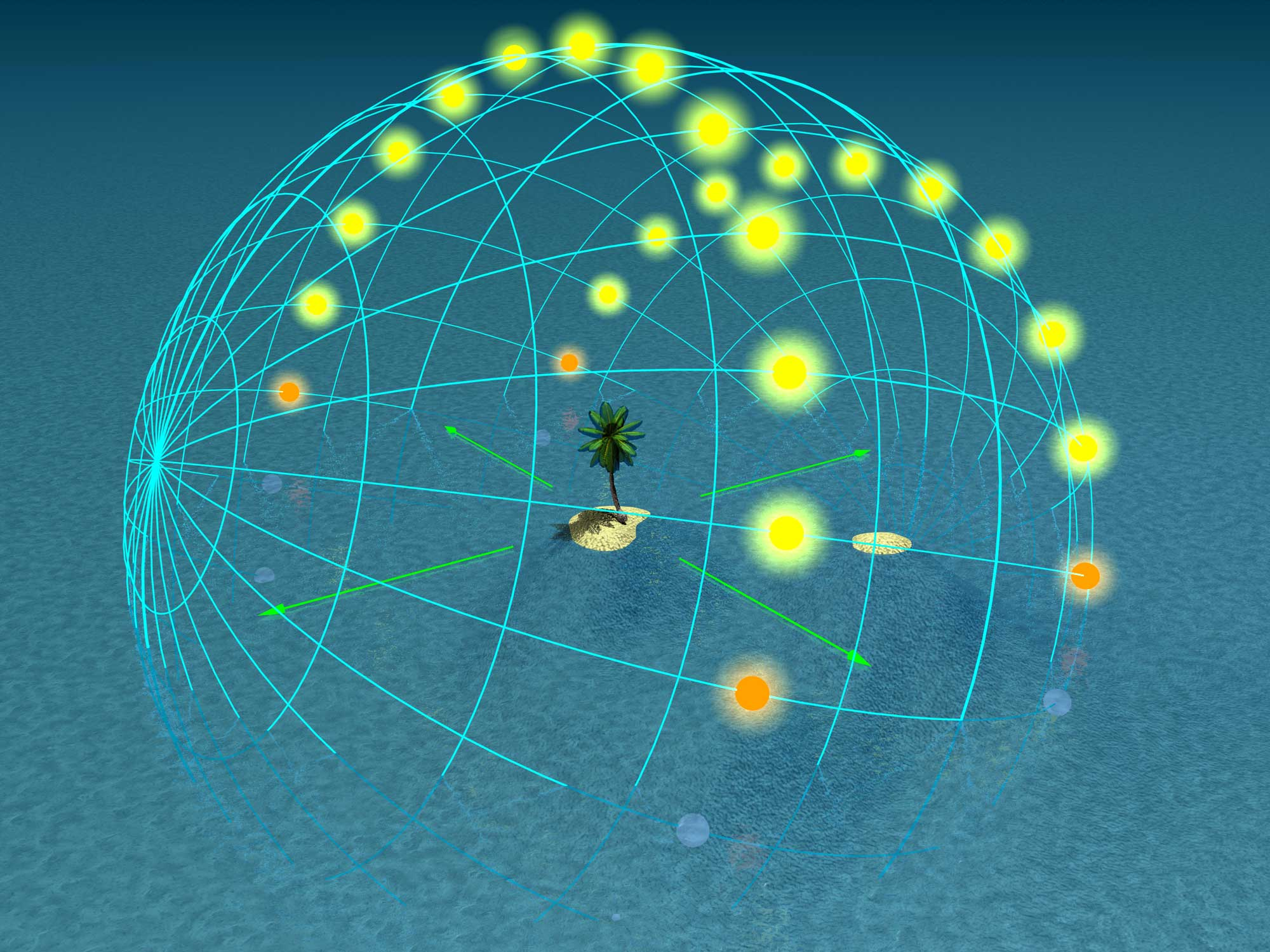
20° de latitud
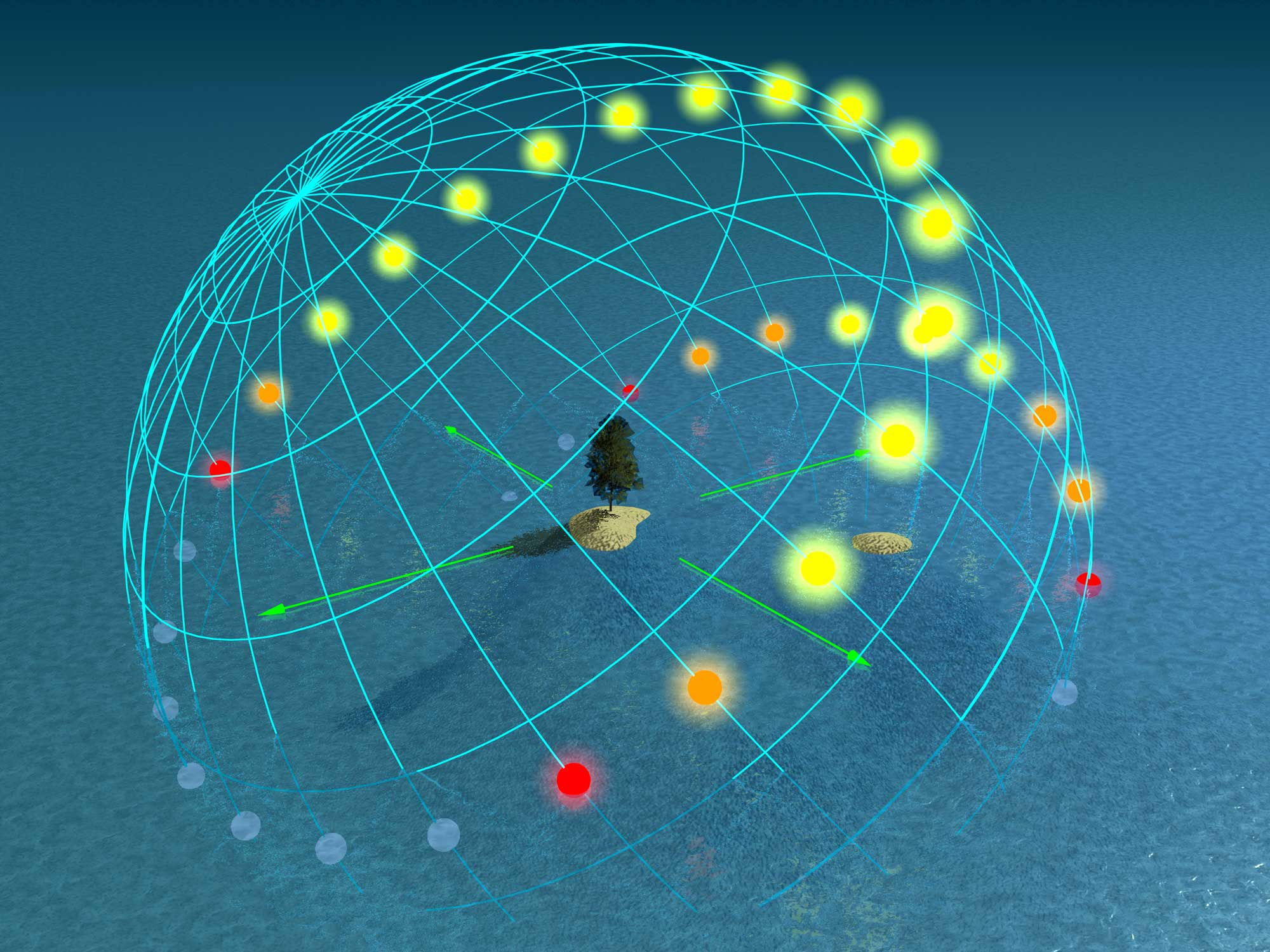
50° de latitud
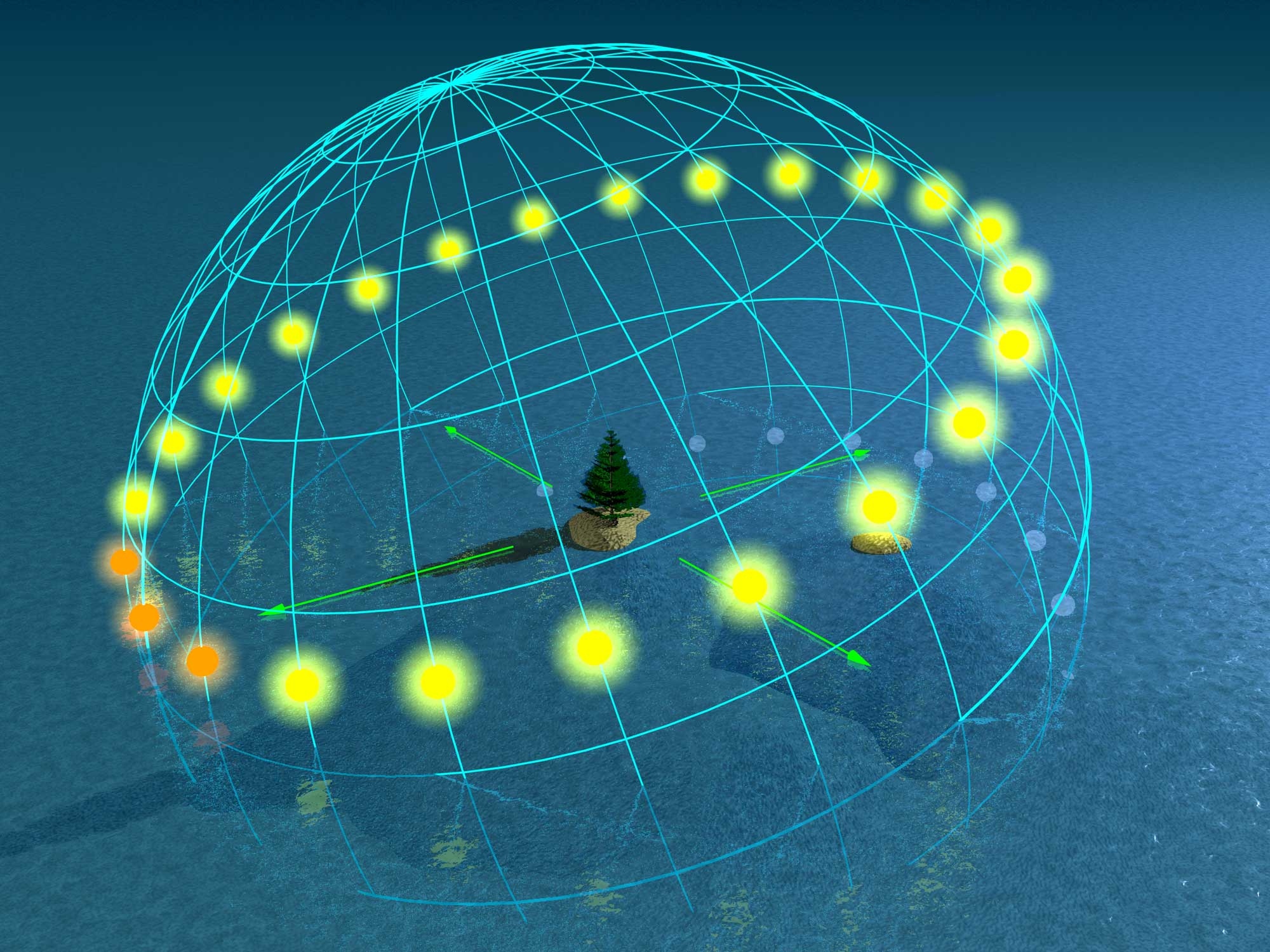
70° de latitud
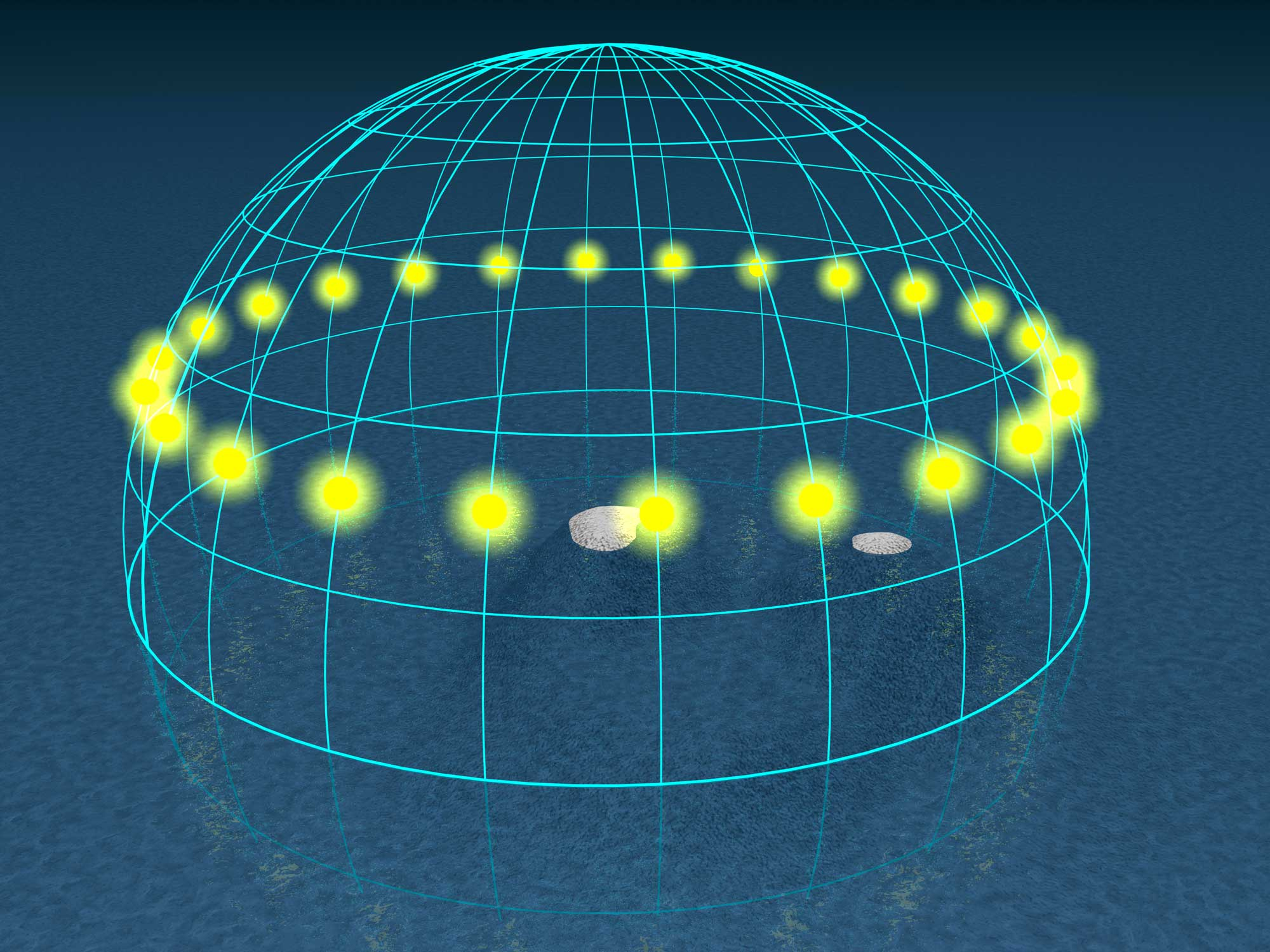
90° de latitud (en cualquier polo)

## Visualización 2
Una publicación de 2021 sobre geometría solar calcula primero los componentes x, y y z del vector solar, que es un vector unitario con su cola fija en la ubicación del observador y su cabeza apuntando hacia el Sol, y luego utiliza los componentes para calcular el ángulo cenital solar y el ángulo de acimut solar. El vector solar calculado en intervalos de 1 hora durante un año completo, tanto de día como de noche, se puede utilizar para visualizar la trayectoria del Sol de manera efectiva.
En las siguientes figuras, el origen del sistema de coordenadas es la ubicación del observador, x positivo es el este, y positivo es el norte y z positivo es hacia arriba; en el Polo Norte, y-negativa es tangente al primer meridiano; en el Polo Sur, y-positiva es tangente al primer meridiano; z-positivo es de día y z-negativo es de noche; el paso de tiempo es de 1 hora.

Cada patrón "8" en todas las figuras es un analema correspondiente a una hora específica de cada día del año; Todas las 24 horas de un día específico del año representan la trayectoria del sol de ese día.

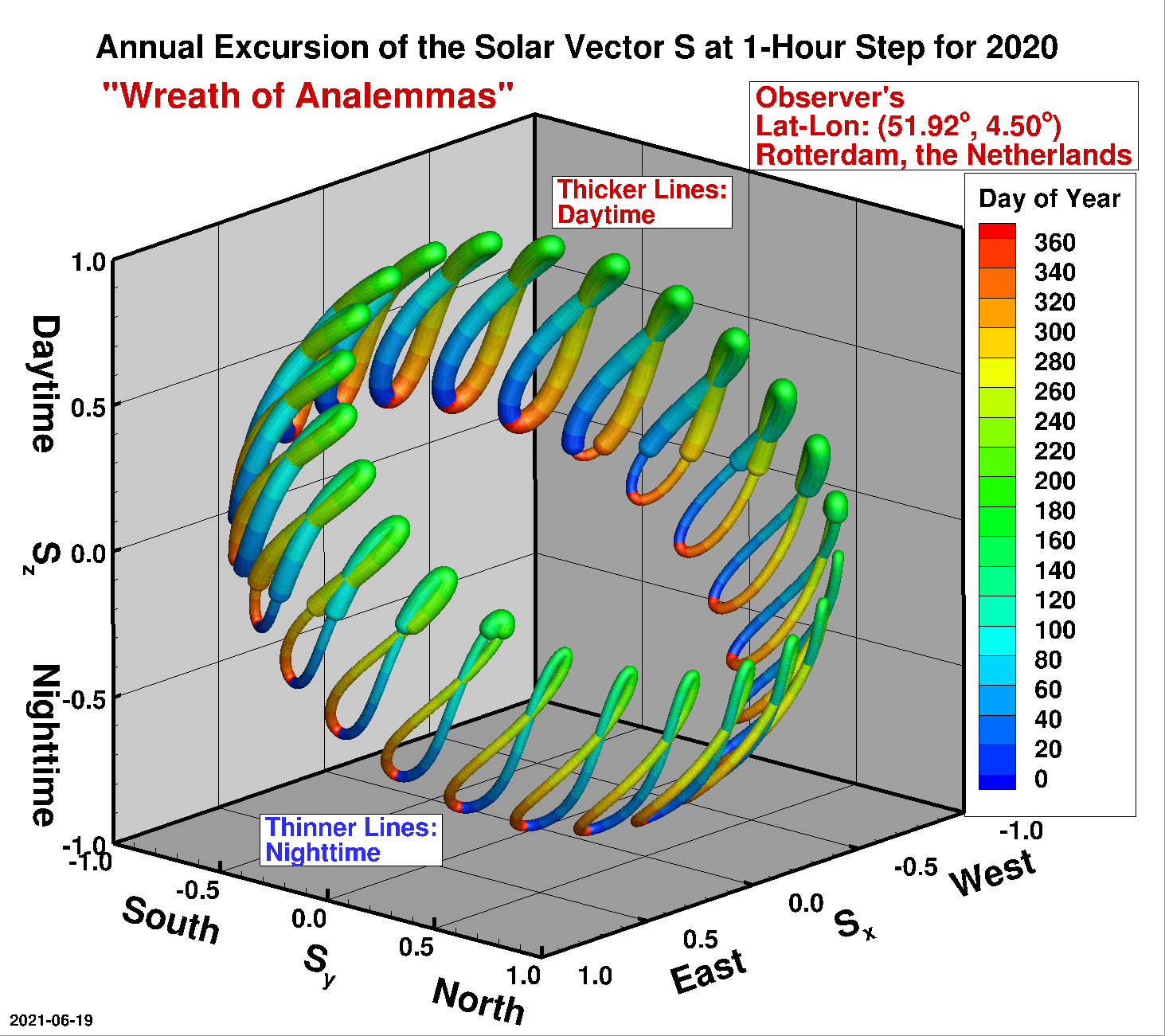
Róterdam, Países Bajos
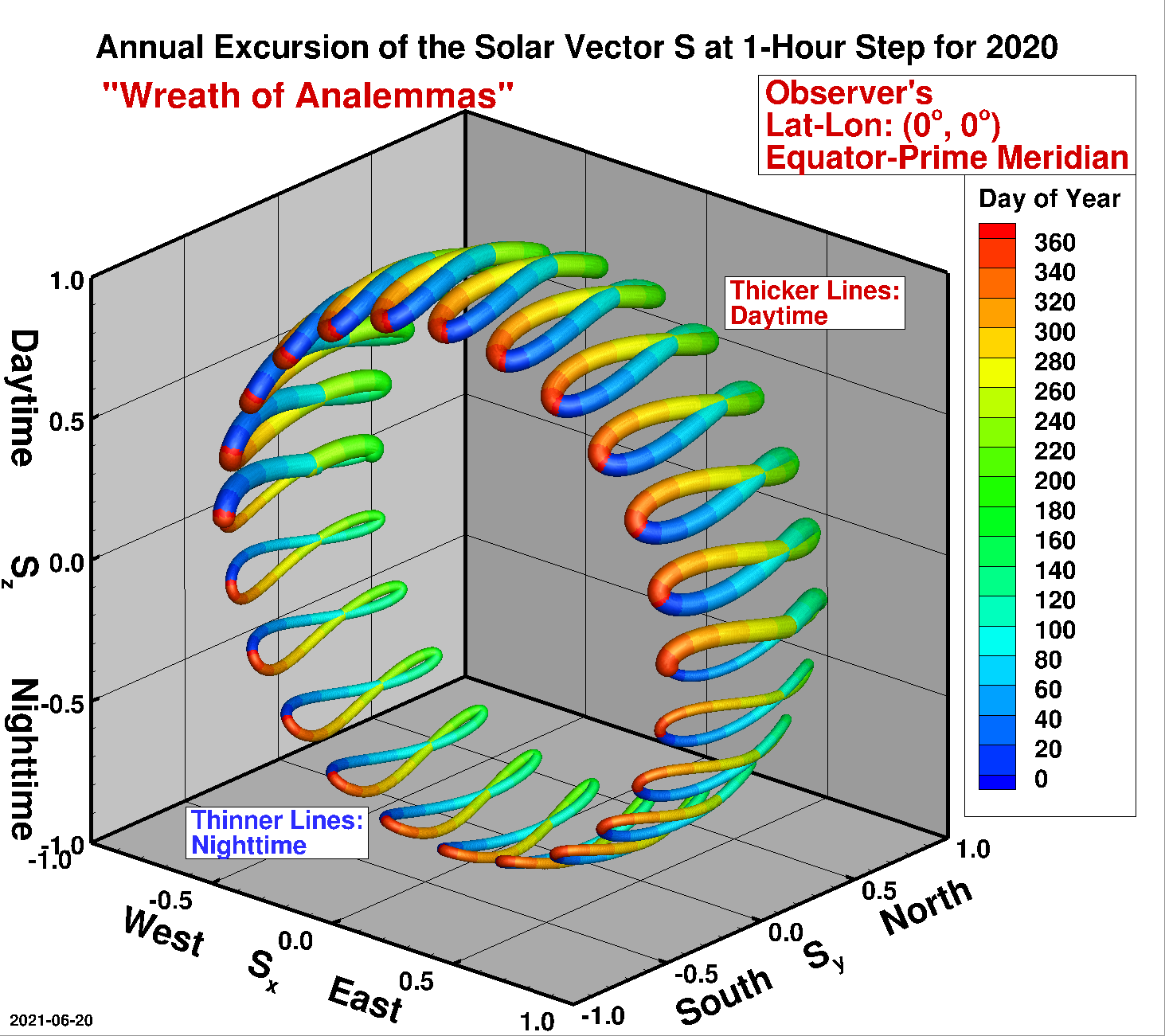
Ecuador, Meridiano cero
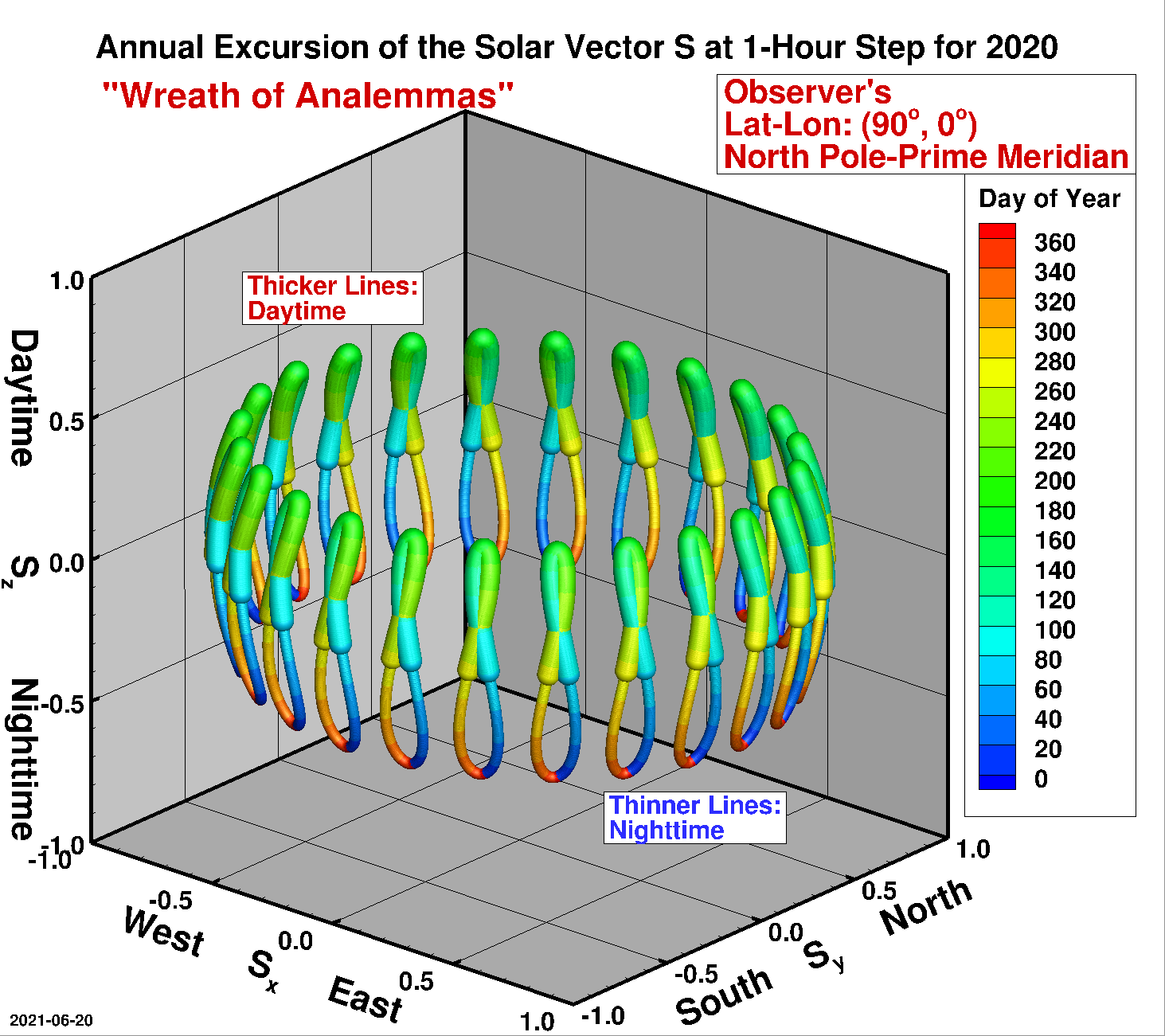
Polo Norte
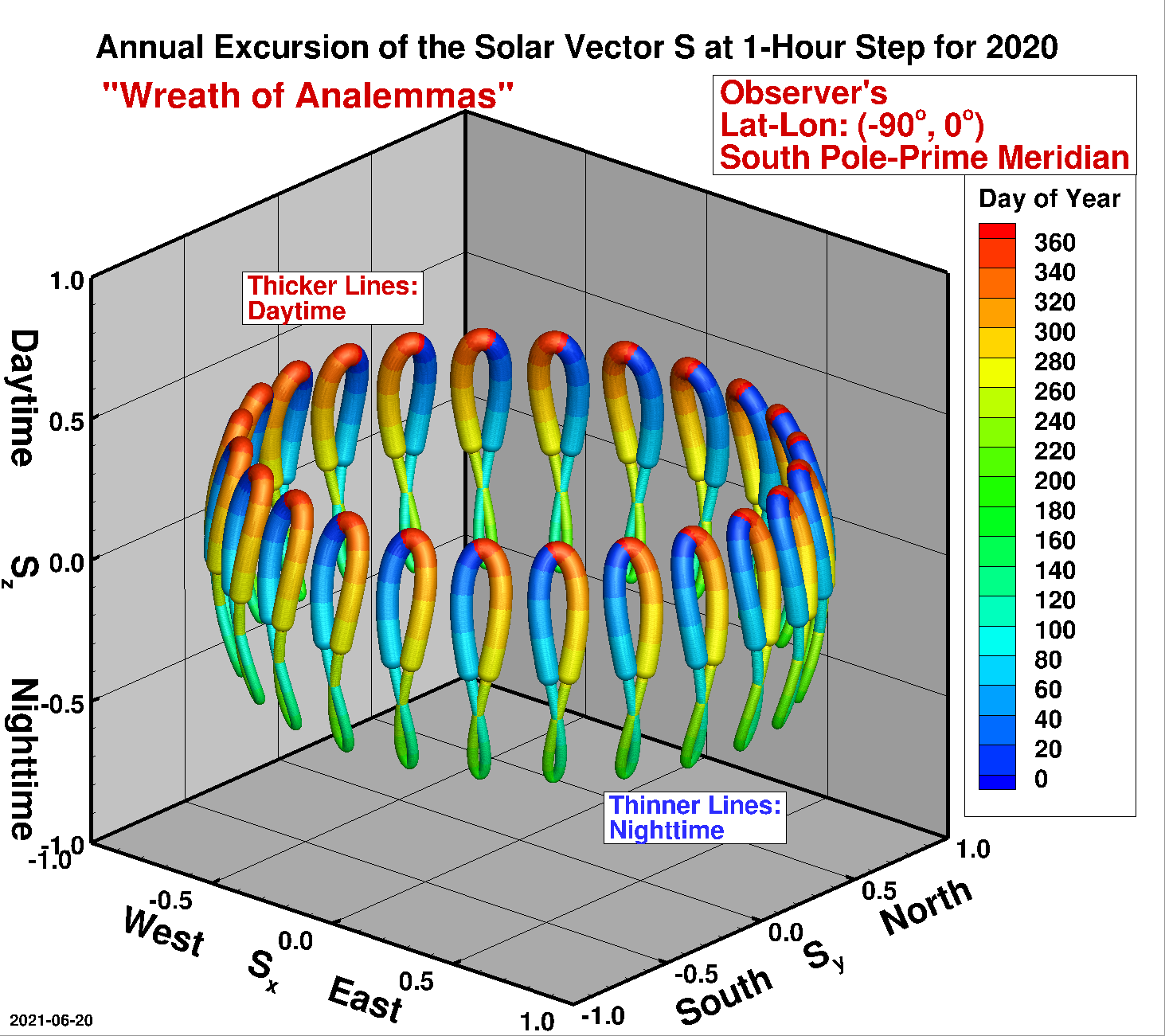
Polo Sur